# Pina Borione
Giuseppina Borione (Formello, 25 maggio 1902 – Bologna, 9 ottobre 1988) è stata un'attrice italiana.

## Filmografia parziale

Pina Borione in un altro fotogramma del film La casa dalle finestre che ridono di Pupi Avati (1976)

- Un bacio a fior d'acqua, regia di Giuseppe Guarino (1936)
- Menage all'italiana, regia di Franco Indovina (1965)
- Le inchieste del commissario Maigret, regia di Mario Landi (1965)
- Balsamus, l'uomo di Satana, regia di Pupi Avati (1968)
- Thomas e gli indemoniati, regia di Pupi Avati (1969)
- I racconti di padre Brown, regia di Vittorio Cottafavi (1971)
- La mazurka del barone, della santa e del fico fiorone, regia di Pupi Avati (1975)
- La casa dalle finestre che ridono, regia di Pupi Avati (1976)
- Telefoni bianchi, regia di Dino Risi (1976)
- I nuovi mostri, regia di Dino Risi (1977)
- Jazz band, regia di Pupi Avati (1978)
- Zeder, regia di Pupi Avati (1983)